# Polygala luteoviridis
Polygala luteoviridis är en jungfrulinsväxtart som beskrevs av Chod.. Polygala luteoviridis ingår i släktet jungfrulinssläktet, och familjen jungfrulinsväxter. Inga underarter finns listade i Catalogue of Life.